# Stuivenberg (stație de premetrou din Antwerpen)
Stuivenberg (în neerlandeză Premetrostation Stuivenberg) este o stație fantomă a premetroului din Antwerpen, care face parte din rețeaua de tramvai din Antwerpen. Construită în cadrul Tunelului Reuzenpijp, stația este situată în fața spitalului psihiatric AZ Stuivenberg. Lucrările au debutat în 1978 și au fost puse în conservare în 1989, din lipsă de fonduri. Stația este situată pe o ramură a premetroului ce nu se află în exploatare, în lungime de 2,3 kilometri, care pornește de la stația Carnot și se conectează cu tunelul axei nord-sud între stațiile Handel și Schijnpoort.
Ramura de 2,3 km a fost construită cu scopul de a fi deservită de tramvaiele liniei 12.

## Caracteristici
Stația Stuivenberg are două niveluri, nivelul -1 destinat sălii pentru bilete și nivelul -2 pentru peroane și cele două linii de tramvai. Peroanele au 60 de metri lungime și sunt situate de o parte și de alta a liniilor. Au fost construite trei guri de metrou, aproape una de alta, pe trotuarul de pe aceeași parte a străzii Pothoekstraat, în fața intrării principale în spital. Deși închisă circulației, Stuivenberg este singura stație fantomă a premetroului din Antwerpen care a fost placată cu marmură de culoare maronie.

## Planuri de viitor
În 2009, în cadrul planului LIRA (Lightrail Antwerpen), se prevedea darea în exploatare în 2017 a stației Stuivenberg și tunelului de premetrou care o deservește. Deschiderea acestui tunel era sugerată și într-o amplă lucrare privind mobilitatea în Antwerpen, publicată în 2010.
În 2015, guvernul provinciei Antwerpen propunea deschiderea liniei în cadrul unui plan privind coridoarele de transport în comun dintre Antwerpen și Turnhout, iar în același an guvernul flamand a lansat un studiu de fezabilitate pentru darea în exploatare a tunelului de 2,3 km și a celor două stații de pe traseu, Stuivenberg și Sint-Willibrordus.

## Imagini

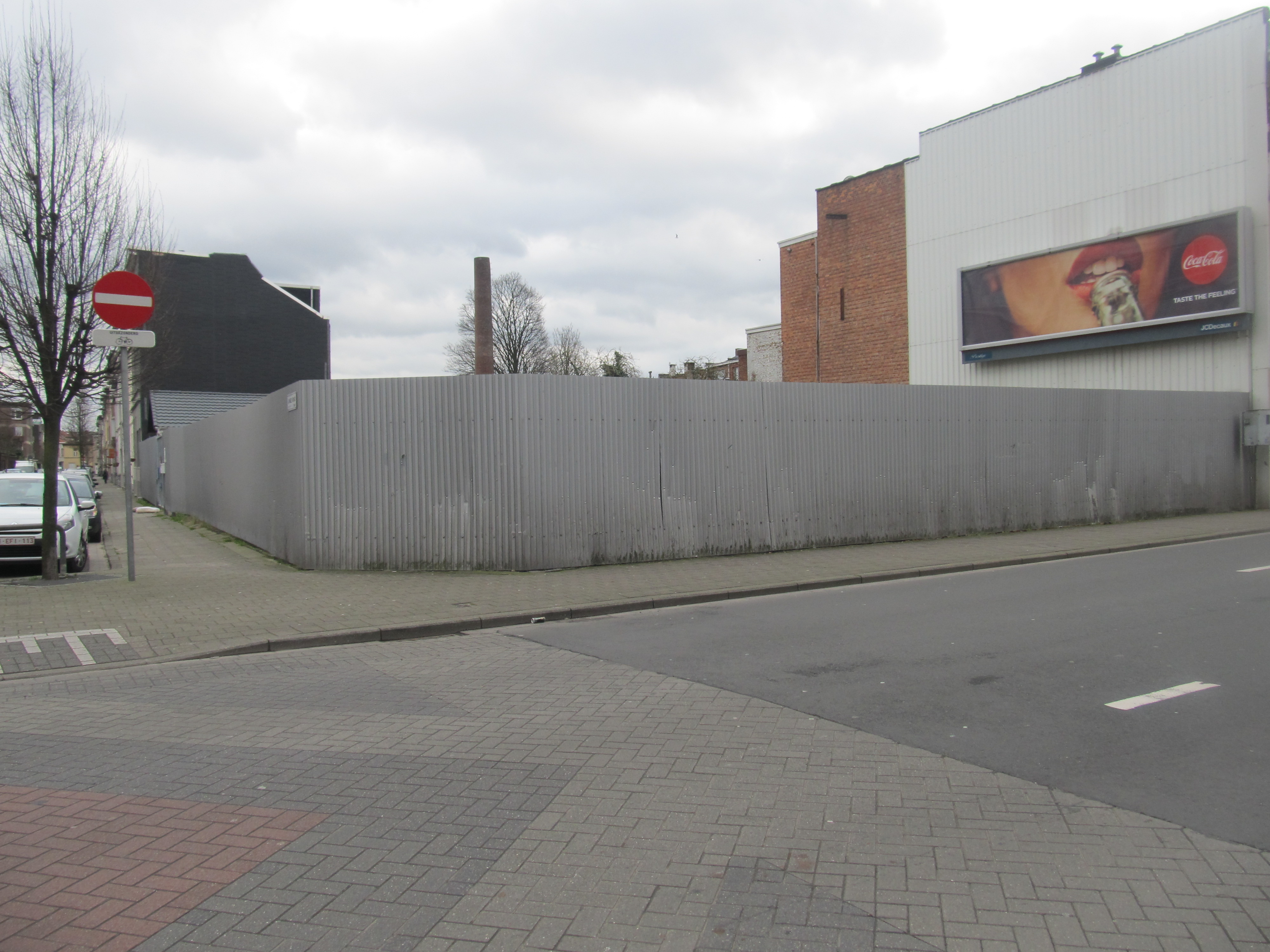
Gard instalat de De Lijn care ascunde gura stației de premetrou Stuivenberg